# Takasa
Takasa – szwajcarska grupa muzyczna założona przez sześciu członków Armii Zbawienia w 2012 roku.

## Historia zespołu
Zespół został założony w 2012 roku i występował pod nazwą Heilsarmee. W skład grupy weszli Sarah Breiter, Jonas Gygax, Christoph Jakob, Katharina Hauri, Michel Sterckx i Emil Ramsauer. W grudniu 2012 roku grupa wzięła udział w szwajcarskich eliminacjach do 58. Konkursu Piosenki Eurowizji z utworem „You and Me”, z którym ostatecznie zajęła pierwsze miejsce, dzięki czemu została reprezentantem Szwajcarii podczas widowiska organizowanego w Malmö. Emil Ramsauer został tym samym najstarszym muzykiem występującym w Konkursie Piosenki Eurowizji w historii widowiska, podczas którego wystąpił jako 95-latek.
Po wygranej w szwajcarskich eliminacjach grupa zmieniła swoją nazwę na Takasa, co w języku suahili oznacza „oczyścić” i jest jednocześnie skrótowcem od angielskiego zdania The Artists Known As Salvation Army.
Utwór „You and Me”, napisany i skomponowany przez Georga Schluneggera, Romana Camenzinda oraz Freda Herrmanna, cieszył się sporą popularnością na listach przebojów w Szwajcarii, dotarł m.in. do 21. miejsca notowania Schweizer Hitparade. Treść piosenki opisuje napięcia między ludźmi w dzisiejszym społeczeństwie oraz próby ich rozwiązania. Według muzyków, ludzie, mimo różnicy pokoleń, powinni dogadywać się ze sobą i jednoczyć dla wspólnych wartości.
Muzycy wystąpili 16 maja 2013 roku w drugim półfinale konkursu z szesnastym numerem startowym. Nie zakwalifikowali się jednak do etapu finałowego i ostatecznie zajęli 13. miejsce z dorobkiem 41 punktów.